# نيلتون فيرنانديز
نيلتون فيرنانديز (بالبرتغالية: Nilton Fernandes) (7 مارس 1979 في الرأس الأخضر - ) هو لاعب كرة قدم برتغالي في مركز الوسط. شارك مع منتخب الرأس الأخضر لكرة القدم. أما مع النوادي، فقد لعب مع نادي بوافيشتا ونادي جل فيسنتي ونادي كوبر ونادي ماريبور ونادي ديبورتيفو داس أيفيس ونادي غوندومار وF.C. Marco ‏ ونادي بينفايل وسالجويروس ‏ وPSFC Chernomorets Burgas ‏ وAkritas Chlorakas ‏ وA.D. Esposende ‏ وMaccabi Ironi Bat Yam F.C. ‏ وأثنيكس أشنة ‏.

## وصلات خارجية
- نيلتون فيرنانديز على موقع قاعدة بيانات كرة القدم.إي يو (الإنجليزية)
- نيلتون فيرنانديز على موقع Soccerway.com (الإنجليزية)